# Provincia di Crotone
La provincia di Crotone è una provincia italiana della Calabria di 161 200 abitanti. Si estende su una superficie di 1716 km² e comprende 27 comuni.
Affacciata ad est sul mar Ionio, confina a nord-ovest con la provincia di Cosenza e a sud-ovest con la provincia di Catanzaro. La provincia è stata istituita il 6 marzo 1992, assieme alla provincia di Vibo Valentia, da una ripartizione del territorio precedentemente incluso nella provincia di Catanzaro. L'ente è diventato operativo nella primavera del 1995, attraverso l'elezione del primo consiglio provinciale.

## Storia
La proposta di realizzare una nuova provincia, distaccata da quella di Catanzaro, venne avanzata per la prima volta nel 1957, quando un gruppo composto da cinquanta sindaci del crotonese e del rossanese si dichiarò favorevole all'istituzione di un nuovo ente con capoluogo Crotone. La proposta però rimase inascoltata, finché nel 1989 non venne avanzata una nuova richiesta formalizzata da ventisette sindaci . Nel 1992 la richiesta venne definitivamente approvata.
La città di Crotone vanta un'antica tradizione magno-greca. Nella storia recente, a partire dagli anni venti, è stato il primo centro industriale della Calabria, specializzandosi prevalentemente nel campo dell'industria chimica, con gli insediamenti Montedison e Pertusola Sud. La produzione industriale si ridimensionò notevolmente a partire dal 1993, con i cosiddetti "Fuochi dell'Enichem" che portarono alla chiusura e al conseguente smantellamento delle fabbriche per ragioni di forte inquinamento ambientale.

### Simboli
Lo stemma provinciale ha la seguente blasonatura:

## Geografia fisica
Il territorio si estende fra il Mar Ionio e i monti della Sila. Rinomate località turistiche balneari sono Le Castella (comune di Isola di Capo Rizzuto), dove si trova il famoso castello di Le castella nel bel mezzo del mare, e Punta Alice (comune di Cirò Marina) che riceve puntualmente la Bandiera blu per il mare pulito, inoltre Capo Colonna è una meta culturale consigliata. In montagna è frequentata la località di Trepidò (comune di Cotronei), dove sorge il famoso Villaggio Palumbo e Villaggio Pino Grande frazione di Savelli nella Sila. Nel territorio silano al limite della provincia di Catanzaro comprende le montagne : Monte Giove, Monte Femminamorta e parte del Monte Gariglione molto importanti per la botanica e la biodiversità, ricadono nei comuni di Mesoraca e Petilia Policastro nei pressi delle suddette montagne due villaggi tipicamente montani, Villaggio Fratta e Villaggio Principe.
| Nord-ovest: Provincia di Cosenza  | Nord: Provincia di Cosenza | Nord-est: Mar Ionio |
| Ovest: Provincia di Cosenza       |                            | Est: Mar Ionio      |
| Sud-ovest: Provincia di Catanzaro | Sud: Mar Ionio             | Sud-est: Mar Ionio  |

## La comunità arbëreshë
Nel territorio provinciale risiede anche la comunità arbëreshë, una piccola comunità albanofona, situata prevalentemente nei comuni di Pallagorio, San Nicola dell'Alto e Carfizzi, dove la popolazione parla correntemente la lingua arbëreshe, un dialetto albanese, e negli uffici pubblici è ammessa la doppia validità di albanese e italiano.

## Trasporti e vie di comunicazione

### Linee ferroviarie
Nel territorio provinciale è presente la Ferrovia Jonica della quale la stazione di Crotone è la più importante della provincia.

### Linee stradali

#### Strade statali e provinciali
Le principali strade sono:
- Strada statale 106 Jonica
- Strada statale 107 Silana Crotonese
- Strada statale 109 della Piccola Sila
- Strada statale 492 di Savelli

Sono presenti inoltre varie strade provinciali tra cui:
- Strada provinciale 16
- Strada provinciale 38
- Strada provinciale 56
- Strada provinciale 59
- Strada provinciale 67 (detta anche Strada del Mare)
- Strada provinciale 7 che collega Cirò e Cirò Marina, resa tale dopo la divisione dei due comuni, infatti il tratto prima era appartenente al comune di Cirò

### Porti e aeroporti

#### Porti
Gli unici porti presenti nella provincia sono:
il porto di Crotone ed il porto di Cirò Marina.

#### Aeroporti
È presente un aeroporto civile che si trova a 15 km di distanza dal capoluogo.
In seguito al fallimento della società Sant'Anna e dopo un breve periodo di stallo, l'aeroporto risulta riaperto dall'8 gennaio 2018, ed è collegato con Bologna, Milano (Bergamo), Treviso e Roma (Fiumicino); da ottobre del 2024 anche con Düsseldorf (Weeze).

## Prodotti tipici
Come produzioni enogastronimiche si produce il rinomato vino di Cirò D.O.C., che costituisce la fonte primaria dell'economia del cirotano. Ottimo ed esportato anche in molte regioni del nord Italia è il pane di Cutro, prodotto tipicamente dai fornai del luogo con la farina di grano duro. Il territorio della provincia veniva anche detto "il Marchesato" e data la sua vocazione agricola, in particolare la coltivazione del grano, era soprannominato "il granaio della Calabria". Un altro prodotto enogastronomico assai rinomato è il pecorino crotonese, un formaggio tipico ricavato dal latte ovino, di produzione locale nei paesi dell'entroterra silana alcuni formaggi altrettanto buoni sono: la provola, butirro, iuncata. Gli altri prodotti tipici sono: peperoni e patate (pipi e patati), e una vasta tipologia di salumi tra cui la soppressata famose le salse piccanti sardella e 'nduja, dolci: pittanchiuse, tardilli, cuzzupe, crocette di fichi secchi, graffe, liquirizia.

## Turismo culturale e religioso
Per il turismo culturale e religioso, si segnalano il grande castello di Santa Severina, il castello di Carlo V di Crotone, il castello di Caccuri, la statua lignea del crocifisso di Cutro, monumento nazionale. La chiesa monumentale del Ritiro e il santuario e la statua dell'Ecce Homo di Mesoraca. Il Santuario della Sacra Spina di Petilia Policastro, dove è conservata una spina appartenuta alla corona di Gesù Cristo.

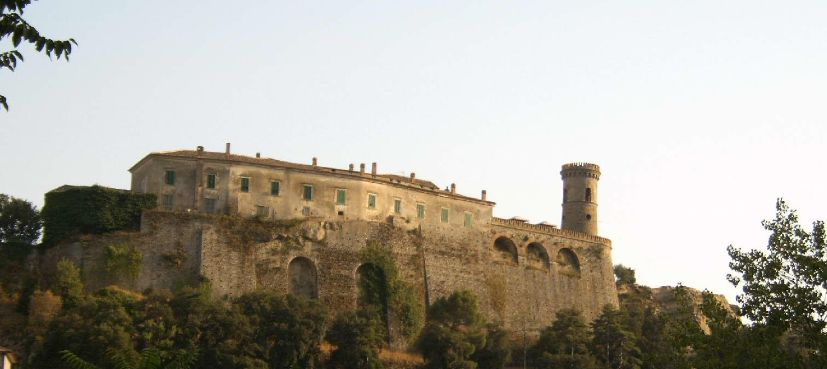
Caccuri, scorcio panoramico del castello.

Alcune manifestazioni di interesse culturale sono:
- La Festa della Madonna di Capo Colonna: Dopo un pellegrinaggio di 15 km,  nella notte del Sabato, culmina la terza domenica di Maggio in un tripudio di fuochi d'artificio che si specchiano nel mare di Crotone per tributare il miracoloso, intonso, ritrovammento della tela della Madonna Nera dopo le devastazioni dei Turchi, risalenti al 1519.
- Kermesse delle Bande Musicali, con degustazione dei prodotti tipici locali, "Sagra del Covatello e concerto delle bande musicali provenienti dal territorio provinciale, regionale ed interregionale, che si tiene a Scandale nel mese di settembre di ogni anno.
- la Sagra del Fico d'India, con degustazione di prodotti tipici a base di fico d'India che si tiene a Scandale nel mese di settembre di ogni anno.
- la partita di scacchi viventi, che si tiene ogni anno a Cutro la sera del 12 agosto per celebrare un'importante pagina di storia in onore del celebre concittadino Giò Leonardo Di Bona, che fu il primo campione di scacchi d'Europa e del Nuovo Mondo e che permise a Cutro di ottenere il titolo di "città" nel 1575 per concessione del re Filippo II d'Asburgo;
- la tradizionale gara degli asini che si tiene, sempre in agosto, a Castelsilano. Un "palio di Siena" in miniatura, dove si scontrano le contrade del piccolo centro;
- il Festival dell'Aurora, organizzato a Crotone nel mese di maggio dall'associazione "maggio Crotonese", con appuntamenti a Crotone, Caccuri e Santa Severina;
- la fera e maju, tradizionale e pittoresca fiera della durata di tre giorni, che si svolge a Mesoraca l'ultima settimana di maggio, lungo la strada per arrivare al convento del S.S. Ecce Homo e che riunisce quasi tutti i paesi della provincia, istituita nel 1783 ;
- la processione del Venerdì Santo, con la "naca" gli incappucciati e lo stendardo di Mesoraca
- il Calvario di Petilia Policastro, una manifestazione in costume per ricordare la Passione di Gesù Cristo il venerdì santo;
- la Giornata Medievale che si tiene, in costume, in agosto a Caccuri;
- i Giudei, rappresentazione sacra sulla Passione di Gesù Cristo riproposta a Caccuri ogni sette anni, nel pomeriggio del sabato santo.
- La festa di San Cataldo a Cirò Marina dal 7 al 10 Maggio. Nei giorni 8 e 9 Maggio il Santo Patrono si reca ai mercati saraceni a Madonna di mare dopo una lunga processione che parte dalla Chiesa di San Cataldo, dove si svolge una grande festa con presenza di street food, attrazioni, il comitato parrocchiale e con un intrattenimento musicale dei Zampognari. Il giorno 10 Maggio il santo Patrono fa la processione per tutte le vie della città facendo ritorno in chiesa la sera dove poi avviene la festa con un intrattenimento musicale ed infine, per omaggiare il santo Patrono, avviene uno spettacolo piromusicale o pirotecnico con i fuochi d'artificio.
- Focareddi di San Giuseppe a Cirò e Cirò Marina nella sera del 18 Marzo.
- Fiera mariana di Ottobre a Cirò Marina il 16 e 17 Ottobre.

Tra gli edifici culturali più visitati della provincia si annoverano:
- il castello di Santa Severina;
- il castello di Caccuri;
- la fortezza di Le Castella;
- i mercati saraceni a Cirò Marina;
- il castello di Carlo V e il Tempio di Hera Lacinia a Crotone.
- il Parco astronomico Lilio a Savelli
- il Castello Sforzesco di Cirò, situato in via Corso Lilio, adiacente alla Cattedrale di Santa Maria de Plateis, dove la leggenda narra che siano presenti 365 stanze, le quali se ne conoscono solo 364, e nell'unica stanza che non si conosce si narra essere piena d'oro.

## Comuni

Gonfalone provinciale.

Appartengono alla provincia di Crotone i seguenti 27 comuni:
- Belvedere di Spinello
- Caccuri
- Carfizzi
- Casabona
- Castelsilano
- Cerenzia
- Cirò
- Cirò Marina
- Cotronei
- Crotone
- Crucoli
- Cutro
- Isola di Capo Rizzuto
- Melissa
- Mesoraca
- Pallagorio
- Petilia Policastro
- Rocca di Neto
- Roccabernarda
- San Mauro Marchesato
- San Nicola dell'Alto
- Santa Severina
- Savelli
- Scandale
- Strongoli
- Umbriatico
- Verzino

### Comuni più popolosi
5 000 abitanti della provincia di Crotone sono:
| Stemma | Comune                | Popolazione |
| ------ | --------------------- | ----------- |
|        | Crotone               | 58 288      |
|        | Isola di Capo Rizzuto | 17 857      |
|        | Cirò Marina           | 14 787      |
|        | Cutro                 | 10 510      |
|        | Petilia Policastro    | 9 055       |
|        | Strongoli             | 6 596       |
|        | Mesoraca              | 6 366       |
|        | Rocca di Neto         | 5 647       |
|        | Cotronei              | 5 478       |

Carfizzi, con i suoi 518 abitanti, è il comune meno popolato della provincia.

## Geografia fisica

### Orografia

#### Monti
| Denominazione        | Altezza |
| -------------------- | ------- |
| Monte Giove          | 1239 m  |
| Serra Toppale        | 1453 m  |
| Timpone della Monaca | 1598 m  |
| Petto di Mandra      | 1681 m  |
| Monte Femminamorta   | 1723 m  |
| Monte Gariglione     | 1765 m  |

#### Fiumi e torrenti
In questa lista sono raccolti tutti i fiumi e i torrenti che scorrono in provincia di Crotone.
| Fiume o torrente |
| ---------------- |
| Nicà             |
| Lipuda           |
| Lese             |
| Neto             |
| Ampollino        |
| Esaro            |
| Tacina           |

#### Laghi
Nella provincia è presente solo un lago in comune con le provincie di Cosenza e Catanzaro.
| Nome lago      | Zona geografica | Sito nel comune di                                               |
| -------------- | --------------- | ---------------------------------------------------------------- |
| Lago Ampollino | Sila Piccola    | Aprigliano (CS) San Giovanni in Fiore (CS) Taverna (CZ) Cotronei |